# إنجلبيرت كراوس
إنجلبيرت كراوس (بالألمانية: Engelbert Kraus)‏ مواليد 30 يوليو 1934 في أوفنباخ أم ماين - الوفاة 14 مايو 2016، كان لاعب كرة قدم ألماني كان يلعب كمهاجم. سبق له أن لعب في كأس العالم لكرة القدم مع منتخب بلاده.

## المسيرة الاحترافية

### أندية لعب لها
- ميونخ 1860
- كيكرز أوفنباخ

## روابط خارجية
- إنجلبيرت كراوس على موقع الاتحاد الدولي (مؤرشف)  (الإنجليزية)
- إنجلبيرت كراوس على موقع قاعدة بيانات كرة القدم.إي يو (الإنجليزية)
- إنجلبيرت كراوس على موقع بيانات كرة القدم. دي إي (الألمانية)
- إنجلبيرت كراوس على موقع ناشيونال فوتبول تيمز (الإنجليزية)
- إنجلبيرت كراوس على موقع عالم كرة القدم.نت (الإنجليزية)